# Ronde van Frankrijk 1984
De 71e editie van de Ronde van Frankrijk ging op 29 juni 1984 van start in de Parijse voorstad Montreuil-sous-Bois en voerde via Valenciennes, Nantes, de Pyreneeën, Rodez en de Franse Alpen tegen de klok in naar de Champs-Élysées in Parijs, waar de wielerwedstrijd op 22 juli 1984 eindigde.
Een tweestrijd tussen viervoudig winnaar Bernard Hinault en de winnaar van 1983 Laurent Fignon mondde uit in een ruime zege voor de laatste. De 23-jarige Fignon haalde zijn tweede Touroverwinning binnen met meer dan tien minuten voorsprong op de nummer twee, Hinault. Derde werd de debuterende Greg LeMond, een ploeggenoot van Fignon. De Ronde stond lang in het teken van een monsterontsnapping in de vijfde etappe naar Cergy-Pontoise, waarin een kopgroep van drie personen met meer dan 17 minuten voorsprong over de finish kwam. Het zorgde ervoor dat Vincent Barteau bijna twee weken in de gele trui kon rijden, alvorens Fignon de leiding na de rit naar l'Alpe d'Huez overnam.

## Verloop
Bernard Hinault was na een jaar afwezigheid terug en vastberaden een vijfde eindoverwinning te halen. Rond hem was een nieuw team geformeerd, La Vie Claire. Zijn vorige team, Renault-Elf van ploegleider Cyrille Guimard, zette de kaarten op de winnaar van de Ronde van Frankrijk 1983, Laurent Fignon. Volgens velen was de overwinning in 1983 Fignon in de schoot geworpen, bij afwezigheid van Hinault en na de dramatische opgave van geletruidrager Pascal Simon. Fignon had deze editie als belangrijke helper de Amerikaanse wereldkampioen Greg LeMond.
De proloog, die net als in 1983 werd verreden in een Parijse voorstad, was voor Hinault met Fignon op drie seconden als tweede. In de ploegentijdrit sloeg Fignon echter terug. La Vie Claire werd slechts zevende op 55 seconden van Renault. Ondertussen waren drie renners van de nieuwe Nederlandse ploeg Kwantum Hallen verwikkeld in een strijd om het geel. Achtereenvolgens werd het leiderstricot gedragen door Ludo Peeters, Jacques Hanegraaf en Adrie van der Poel. Het secondespel kwam ten einde in de vijfde etappe, toen de Portugees Paulo Ferreira en de Fransen Vincent Barteau en Maurice Le Guilloux 17 minuten en 42 seconden wonnen op de rest van het rijdersveld. Ferreira won de etappe. Barteau, een ploeggenoot van Fignon, mocht de gele trui aantrekken die hij pas twee weken later, na de rit naar l'Alpe d'Huez, aan zijn kopman zou afstaan.
De strijd tussen Fignon en Hinault leek ondertussen steeds meer in het voordeel van de jongste uit te vallen. De 23-jarige Fignon won de eerste tijdrit en boekte in de bergrit door de Pyreneeën nog eens bijna een minuut tijdwinst op zijn landgenoot. De etappe werd net als in 1983 gewonnen door Robert Millar, daarnaast viel het goede rijden van debutant Luis Herrera, Pedro Delgado en de Nederlander Gerard Veldscholten op. De 14e etappe naar Domaine du Rouret werd een zegetocht voor Fons De Wolf, die een 110 kilometer lange solovlucht bekroonde met 17'40" voorsprong aan de finish en opschoof naar een vierde plek in het klassement.
Na een rustdag op 14 juli trok de Tour de Alpen in. Dankzij overwinningen in een klimtijdrit en twee bergetappes greep Fignon de gele trui en bouwde hij zijn voorsprong op Hinault uit van ruim twee minuten naar bijna tien. Op l'Alpe d'Huez boekte Herrera de eerste Colombiaanse etappewinst. Voormalige winnaars Joop Zoetemelk, Peter Winnen, Hennie Kuiper en Beat Breu werden op de Alp op grote achterstand gereden.
In de tijdrit op de voorlaatste dag boekte Fignon zijn vijfde ritwinst en vergrootte hij zijn voorsprong op Hinault tot 10'32". De slotetappe naar de Avenue des Champs-Élysées in Parijs was ten slotte een prooi voor de Eric Vanderaerden.

## Etappe-overzicht
| datum   | etappe  | route                                    | afstand  | winnaar                | gele trui          |
| ------- | ------- | ---------------------------------------- | -------- | ---------------------- | ------------------ |
| 29 juni | Proloog | Montreuil-sous-Bois - Noisy-le-Sec (ITT) | 5,4 km   | Bernard Hinault        | Bernard Hinault    |
| 30 juni | 1       | Bondy - Saint-Denis                      | 149 km   | Frank Hoste            | Ludo Peeters       |
| 1 juli  | 2       | Bobigny - Louvroil                       | 250 km   | Marc Madiot            | Jacques Hanegraaf  |
| 2 juli  | 3       | Louvroil - Valenciennes (TTT)            | 51 km    | Renault-Elf            | Jacques Hanegraaf  |
|         | 4       | Valenciennes - Béthune                   | 83 km    | Ferdi Van Den Haute    | Adrie van der Poel |
| 3 juli  | 5       | Béthune - Cergy-Pontoise                 | 207 km   | Paulo Ferreira         | Vincent Barteau    |
| 4 juli  | 6       | Cergy-Pontoise - Alençon                 | 202 km   | Frank Hoste            | Vincent Barteau    |
| 5 juli  | 7       | Alençon - Le Mans (ITT)                  | 67 km    | Laurent Fignon         | Vincent Barteau    |
| 6 juli  | 8       | Le Mans - Nantes                         | 192 km   | Pascal Jules           | Vincent Barteau    |
| 7 juli  | 9       | Nantes - Bordeaux                        | 338 km   | Jan Raas               | Vincent Barteau    |
| 8 juli  | 10      | Bordeaux - Pau                           | 198 km   | Eric Vanderaerden      | Vincent Barteau    |
| 9 juli  | 11      | Pau - Guzet-Neige                        | 226,5 km | Robert Millar          | Vincent Barteau    |
| 10 juli | 12      | Saint-Girons - Blagnac                   | 111 km   | Pascal Poisson         | Vincent Barteau    |
| 11 juli | 13      | Blagnac - Rodez                          | 220,5 km | Pierre-Henri Menthéour | Vincent Barteau    |
| 12 juli | 14      | Rodez - Domaine du Rouret                | 227,5 km | Fons De Wolf           | Vincent Barteau    |
| 13 juli | 15      | Domaine du Rouret - Grenoble             | 241,5 km | Frédéric Vichot        | Vincent Barteau    |
| 14 juli | Rustdag | Rustdag                                  | Rustdag  | Rustdag                | Rustdag            |
| 15 juli | 16      | Les Échelles - La Ruchère (ITT)          | 22 km    | Laurent Fignon         | Vincent Barteau    |
| 16 juli | 17      | Grenoble - l'Alpe d'Huez                 | 223 km   | Luis Herrera           | Laurent Fignon     |
| 17 juli | 18      | Bourg d'Oisans - La Plagne               | 185 km   | Laurent Fignon         | Laurent Fignon     |
| 18 juli | 19      | La Plagne - Morzine                      | 186 km   | Angel Arroyo           | Laurent Fignon     |
| 19 juli | 20      | Morzine - Crans-Montana                  | 140,5 km | Laurent Fignon         | Laurent Fignon     |
| 20 juli | 21      | Crans-Montana - Villefranche             | 320 km   | Frank Hoste            | Laurent Fignon     |
| 21 juli | 22      | Villié-Morgon - Villefranche (ITT)       | 51 km    | Laurent Fignon         | Laurent Fignon     |
| 22 juli | 23      | Pantin - Parijs                          | 196,5 km | Eric Vanderaerden      | Laurent Fignon     |

## Eindklassementen

### Algemeen klassement
| rang | naam                    | ploeg                     | tijd        |
| ---- | ----------------------- | ------------------------- | ----------- |
|      | Laurent Fignon          | Renault-Elf               | 112u 03'40" |
| 2    | Bernard Hinault         | La Vie Claire             | + 10'32"    |
| 3    | Greg LeMond             | Renault-Elf               | + 11'46"    |
| 4    | Robert Millar           | Peugeot                   | + 14'42"    |
| 5    | Sean Kelly              | Skil-Reydel               | + 16'35"    |
| 6    | Angel Arroyo            | Reynolds                  | + 19'22"    |
| 7    | Pascal Simon            | Peugeot                   | + 21'17"    |
| 8    | Pedro Muñoz             | Teka                      | + 26'17"    |
| 9    | Claude Criquielion      | Mondial Moquette-Splendor | + 29'12"    |
| 10   | Phil Anderson           | Panasonic                 | + 29'16"    |
| 11   | Niki Rüttimann          | La Vie Claire             | + 30'58"    |
| 12   | Rafaël Acevedo          | Colombia-Varta            | + 33'32"    |
| 13   | Jean-Marie Grezet       | Skil-Reydel               | + 33'41"    |
| 14   | Eric Caritoux           | Skil-Reydel               | + 36'28"    |
| 15   | José Patrocinio Jiménez | Teka                      | + 37'49"    |
| 16   | Gerard Veldscholten     | Panasonic                 | + 41'54"    |
| 17   | Michel Laurent          | Coop-Hoonved              | + 44'33"    |
| 18   | Alfonso Flóres          | Colombia-Varta            | + 45'33"    |
| 19   | Antonio Agudelo         | Colombia-Varta            | + 49'25"    |
| 20   | Bernard Gavillet        | Cilo-Aufina               | + 51'02"    |

Rode lantaarn:
| 124 | Gilbert Glaus | Cilo-Aufina | + 4u01'17" |

### Puntenklassement
| rang | naam              | ploeg       | punten |
| ---- | ----------------- | ----------- | ------ |
|      | Frank Hoste       | Europ Decor | 322    |
| 2    | Sean Kelly        | Skil-Reydel | 318    |
| 3    | Eric Vanderaerden | Panasonic   | 247    |

### Bergklassement
| rang | naam           | ploeg       | punten |
| ---- | -------------- | ----------- | ------ |
|      | Robert Millar  | Peugeot     | 284    |
| 2    | Laurent Fignon | Renault-Elf | 212    |
| 3    | Angel Arroyo   | Reynolds    | 140    |

### Debutantenklassement
| rang | naam           | ploeg         | tijd        |
| ---- | -------------- | ------------- | ----------- |
|      | Greg LeMond    | Renault-Elf   | 112u 15'26" |
| 2    | Pedro Muñoz    | Teka          | + 14'31"    |
| 3    | Niki Rüttimann | La Vie Claire | + 19'12"    |

### Ploegenklassement
| rang | ploeg       | ploegleider           | tijd |
| ---- | ----------- | --------------------- | ---- |
| 1    | Renault-Elf | Cyrille Guimard       |      |
| 2    | Skil-Reydel | Jean de Gribaldy      |      |
| 3    | Reynolds    | José Miguel Echávarri |      |

## Bijzonderheden
- Het Renault-Elf-team van ploegleider Cyrille Guimard en kopman Laurent Fignon was buitengewoon succesvol met tien etappezeges en overwinningen in het eindklassement, het debutantenklassement en het ploegenklassement.
- In de etappe naar Morzine kwam de Italiaan Carlo Tonon in de afdaling van de Col de Joux Plane in botsing met een overstekende toeschouwer. Hij moest worden afgevoerd naar een ziekenhuis, lag enkele maanden in coma en was blijvend gehandicapt. In 1996 pleegde Tonon op 41-jarige leeftijd zelfmoord.

 winnaars gele trui · 
 puntenklassement · 
 bergklassement · 
 jongerenklassement · 
 tussensprintklassement · 
 combinatieklassement · 
 ploegenklassement · 
 strijdlust · 
rode lantaarn
records · meeste deelnames · ranglijst etappewinnaars · bekende beklimmingen · valpartijen · dopinggevallen · Grand Départ · Souvenir Henri Desgrange
1903 · 
1904 · 
1905 · 
1906 · 
1907 · 
1908 · 
1909 · 
1910 · 
1911 · 
1912 · 
1913 · 
1914 ·
1915 ·
1916 ·
1917 ·
1918 · 
1919 · 
1920 · 
1921 · 
1922 · 
1923 · 
1924 · 
1925 · 
1926 · 
1927 · 
1928 · 
1929 · 
1930 · 
1931 · 
1932 · 
1933 · 
1934 · 
1935 · 
1936 · 
1937 · 
1938 · 
1939 · 
1940 ·
1941 ·
1942 ·
1943 ·
1944 ·
1945 ·
1946 ·
1947 · 
1948 · 
1949 · 
1950 · 
1951 · 
1952 · 
1953 · 
1954 · 
1955 · 
1956 · 
1957 · 
1958 · 
1959 · 
1960 · 
1961 · 
1962 · 
1963 · 
1964 · 
1965 · 
1966 · 
1967 · 
1968 · 
1969 · 
1970 · 
1971 · 
1972 · 
1973 · 
1974 · 
1975 · 
1976 · 
1977 · 
1978 · 
1979 · 
1980 · 
1981 · 
1982 · 
1983 · 
1984 · 
1985 · 
1986 · 
1987 · 
1988 · 
1989 · 
1990 · 
1991 · 
1992 · 
1993 · 
1994 · 
1995 · 
1996 · 
1997 · 
1998 · 
1999 · 
2000 · 
2001 · 
2002 · 
2003 · 
2004 · 
2005 · 
2006 · 
2007 · 
2008 · 
2009 · 
2010 · 
2011 · 
2012 · 
2013 · 
2014 · 
2015 · 
2016 · 
2017 · 
2018 · 
2019 ·
2020 · 
2021 · 
2022 · 
2023 · 
2024 · 
2025